# Nolan Thomas
Nolan Thomas är en amerikansk popsångare född den 24 augusti 1966 i Jersey City, New Jersey som Mark Kalfa. Han slog igenom stort med låten "Yo little brother" som blev etta på Trackslistan 1985. Uppföljaren, en cover på The Osmonds "One Bad Apple" floppade dock, och Nolan Thomas försvann in i anonymiteten igen. Republikan och politiskt aktiv i New Hampshire.